# Dzianis Krycki
Dzianis Krycki, biał. Дзяніс Крыцкі (ur. 21 kwietnia 1988) – białoruski piłkarz ręczny, obrotowy, od 2017 zawodnik MKS-u Kalisz.

## Kariera sportowa
W latach 2006–2017 był zawodnikiem SKA Mińsk, z którym zdobył siedem srebrnych i trzy brązowe medale mistrzostw Białorusi. W barwach stołecznego zespołu grał również w europejskich pucharach. W sezonie 2012/2013, w którym wystąpił w 10 meczach i rzucił osiem bramek, wygrał ze swoją drużyną rozgrywki Challenge Cup. Ponadto w ciągu siedmiu sezonów rozegrał w Pucharze EHF 30 spotkań i zdobył 44 gole. W latach 2012–2017 uczestniczył też ze SKA Mińsk w rozgrywkach Baltic Handball League, rozgrywając w nich łącznie 57 meczów i rzucając 131 bramek.
W 2017 został zawodnikiem MKS-u Kalisz. W Superlidze zadebiutował 2 września 2017 w przegranym meczu z Vive Kielce (20:36), a dwie pierwsze bramki rzucił 10 września 2017 w spotkaniu z Zagłębiem Lubin (28:32). W lutym 2018 przedłużył swój kontrakt z kaliskim zespołem do końca czerwca 2020. W sezonie 2017/2018 rozegrał w lidze 34 spotkania, w których zdobył 80 goli. W sezonie 2018/2019 wystąpił w 33 meczach i rzucił 87 bramek
W 2009 wraz z młodzieżową reprezentacją Białorusi uczestniczył w mistrzostwach świata U-21 w Egipcie, w których rozegrał siedem meczów i zdobył 12 goli.
Reprezentant Białorusi, powołany m.in. do szerokiej kadry na mistrzostwa świata w Katarze (2015; w turnieju nie wystąpił).

## Sukcesy
SKA Mińsk
- Challenge Cup: 2012/2013
- Baltic Handball League: 2012/2013, 2013/2014, 2014/2015